# Estación de Yanguas de Eresma-Carbonero el Mayor
Yanguas de Eresma-Carbonero el Mayor fue una estación de ferrocarril situada en el municipio español de Yanguas de Eresma, en la provincia de Segovia, comunidad autónoma de Castilla y León, aunque también prestaba servicio al municipio de Carbonero el Mayor. Las instalaciones ferroviarias, pertenecientes a la línea Segovia-Medina del Campo, estuvieron operativas entre 1884 y 1993.

## Situación ferroviaria
Las instalaciones estaban situadas en el punto kilométrico 24,786 de la línea férrea de ancho ibérico Segovia-Medina del Campo, a 848 metros de altitud.

## Historia
La estación fue puesta en funcionamiento el 1 de junio de 1888 con la apertura al tráfico de la línea Segovia-Medina del Campo, que había sido construida por la Compañía de los Caminos de Hierro del Norte de España por motivos estratégicos y como ruta alternativa a la línea Madrid-Hendaya. En 1941, con la nacionalización de la red ferroviaria de ancho ibérico, la empresa estatal RENFE pasó a ser el titular de las instalaciones. El eje ferroviario Medina-Segovia vivió sus años de apogeo entre las décadas de 1940 y 1960, experimentando un intenso tráfico tanto de pasajeros como de mercancías. En esa época la estación de Yanguas de Eresma tenía una gran actividad y llegó a articularse un barrio en torno a ella. La línea fue clausurada al tráfico en 1993 debido a la falta de rentabilidad económica. 
En la actualidad se encuentra en estado de abandono.